# نیروی هوایی مکزیک
نیروی هوایی مکزیک (انگلیسی: Mexican Air Force) نیروی هوایی زیرمجموعه نیروهای مسلح مکزیک است، که فعالیت خود را از سال ۱۹۱۳ آغاز کرد.